# Palapag
Palapag è una municipalità di quarta classe delle Filippine, situata nella Provincia di Northern Samar, nella regione di Visayas Orientale.
Palapag è formata da 32 baranggay:
- Asum (Pob.)
- Bagacay
- Bangon
- Benigno S. Aquino Jr.
- Binay
- Cabariwan
- Cabatuan
- Campedico
- Capacujan
- Jangtud
- Laniwan (Pob.)
- Mabaras
- Magsaysay
- Manajao
- Mapno
- Maragano

- Matambag
- Monbon
- Nagbobtac
- Napo
- Natawo
- Nipa
- Osmeña
- Pangpang
- Paysud
- Sangay
- Simora
- Sinalaran
- Sumoroy
- Talolora
- Tambangan (Pob.)
- Tinampo (Pob.)